# Saáry Éva (költő)
Saáry Éva (Larroudé-Saáry Éva) (Balatonkenese, 1929. november 28. – Lugano, 2014. szeptember 26.) magyar gyémántdiplomás geológus, utazó, költő, író, festő- és fotóművész, irodalmi szervező. Első férje Dedinszky János geológus, országgyűlési képviselő, 1956-os munkástanácstag volt. Második férje Joseph Larroudé olajmérnök, akivel 1960-tól Svájcban élt.
Temetése 2014. október 2-án a Lugano–Castagnola-i temetőben volt.

## Élete
Apja orvos, anyja fényképész volt. 1948-52 között Szimon Jenő magániskolájában tanult festészetet, ezzel párhuzamosan a Fényképész Szakiskolában Sevcsik Jenő tanítványaként fényképész mesterlevelet szerzett. 1952-ben diplomázott az Eötvös Loránd Tudományegyetem geológia szakán. 1952-56 között kutató geológusként dolgozott Göcsejben a MASZOLAJ Ásványi Olajkutató és Mélyfúró Vállalatnál, majd a Balatonvidéki és Pestvidéki Ásványbánya Vállalatnál.
1956. novemberben, a forradalom leverése után menekült nyugatra. Először a svájci Lausanne-ban, Párizsban, majd Francia Egyenlítői-Afrika Gabon tartományában, a SPAEF (Société des Pétroles d'Afrique Équatoriale Française) alkalmazásában, olajkutatóként tevékenykedett.
Az 1960-as évek elején felhagyott a földtani munkákkal, azt követően a dél-svájci Luganóban élt és szabad újságíróként, festő- és fotóművészként tevékenykedett. 1959-től jelentek meg írásai rendszeresen nyugati magyar lapokban (Bécsi Magyar Híradó, Nemzetőr, Irodalmi Újság, Új Látóhatár, Katolikus Szemle, Kanadai Magyarság, Új Világ, Amerikai Magyar Hírlap, az ausztráliai Magyar Élet stb.). 1992-től kezdődően magyar lapokban is publikált.
1975-től a Ticinói Magyar Egyesületnek (TME) hol elnöke, hol alelnöke, 1976-92 között a Svájci Magyar Irodalmi és Képzőművészeti Körnek (SMIKK) ügyvezető elnöke; a Lugánói Tanulmányi Napok szervező-rendezője volt. Az egyesület tanulmányköteteit nagyrészt ő szerkesztette, és a fedőlapokat is ő tervezte. Cikkei, interjúi jelentek meg képzőművészekről is. Saját rajz- és fotóillusztrációival jelent meg több önálló kötete és mások munkáit (például Tollas Tiboréit) is illusztrálta. 1969-től néhány éven át a Külföldi Magyar Képzőművészek Világszövetsége svájci titkára
1965-től kiállító művész, tárlatain fotóit általában együtt szerepelteti festményeivel. Fotográfusként – portrék és tájképek mellett – természeti alakzatokat, különös formákat rögzített legszívesebben. Festményein elvont természeti formákkal, szín- és formaritmusokkal szembesülhetünk. Újkonstruktivista, a figurativitást nélkülöző, az op-art tanulságait egyéni, dinamikus kompozíciókban kiaknázó festő. A 90-es évektől küldemény-művészettel is foglalkozott. Első budapesti kiállítására 1992-ben, a Károlyi palotában került sor.
Festményeit, fotóit, művészi és irodalmi dokumentumainak jelentős részét a Magyar Olaj- és Gázipari Múzeumban helyezte el, sokat nekik is ajándékozott. Fontos irodalmi, irodalomtörténeti anyaga van az Országos Széchényi Könyvtárban, a Petőfi Irodalmi Múzeumban, a Lakiteleki Népfőiskola Emigráns Gyűjteményében, a Magyar Állami Földtani Intézetben, és az érdi Magyar Földrajzi Múzeumban, míg fényképészeti anyaga a kecskeméti Fotótörténeti Múzeumban található meg.

## Utazásai
Sokat utazott, és utazásai nagyon fontosak voltak életében, életművében. Bejárta Afrika és Ázsia nagy részét. Évekig tagja volt a Svájci Alpinista Clubnak, 1969-ben részt vett velük egy Kilimandzsáró-expedícióban is. Az utazásokkal kapcsolatos írásaiért, fotóiért kapta 2013-ban a Magyar Földrajzi Társaság Teleki Sámuel-emlékérmét.
Önmagáról így vallott: 

„ Szeretem a szabadságot, a magas hegyeket és a viharos tengereket. Szeretek magányosan kóborolni és zavartalanul elmélkedni. Szeretem azoknak az embereknek a társaságát, akikkel közös céljaim vannak, akik »egy hullámhosszon« vannak velem. Különös tulajdonságom, hogy mindenhová magammal viszem a saját világomat, mely burokként vesz körül. Sehol sem érzem magam idegenül, s mint megfigyeltem, három nap elegendő ahhoz, hogy bármilyen környezetbe beilleszkedjek. Az emberekhez való viszonyom sem gond. Szeretettel fordulok feléjük, és tiszteletben tartom a hiúságukat.   ”

## Díjai és kitüntetései
1973-tól számos díjban, kitüntetésben és elismerésben részesült. 
- 1994-ben a Magyar Köztársasági Érdemrend tisztikeresztje adományozásával ismerték el a Svájci Magyar Irodalmi és Képzőművészeti Kör létrehozásában és eredményes működtetésében végzett kiemelkedő tevékenységét.
- 2009-ben, 80. születésnapján a Pro Cultura Hungarica kitüntetésben részesült.
- Magyarhoni Földtani Társulat Tudománytörténeti Szakosztályának tiszteletbeli tagsága (2010)
- A Magyar Földrajzi Társaság Teleki Sámuel emlékérme (2013)
- A Bethlen Gábor Alapítvány Márton Áron-emlékérem kitüntetése (2014)[7][8]

További fontosabb díjai: 
- Árpád Akadémia ezüstérme, Cleveland USA, 1973.
- Árpád Akadémia ezüstérme, Cleveland, USA, 1982.
- Herman Otto Társaság dísztagsága és emlékérme, Budapest, 1994.

## Kötetei

### Irodalmi művek
- Átható csend (versek), München, 1973
- Érdekes emberek (riportok Vadnay Zsuzsával), SMIKK, Zürich, 1981
- Százféle szerelem (versek), SMIKK, Zürich, 1984
- Hol volt, hol nem volt (karcolatok), Újváry-Griff, München, 1985
- Silence profond (versek franciául), Cayey, Puerto Rico, 1986
- Lugánói tavasz (versek), Lugánó, 1987
- Káprázatok (versek), Lugánó, 1987
- Tüzes tarló (versek), Lugánó, 1988
- Sírjunk vagy nevessünk? Múlt és jelen fonákságok; ill. a szerző; Szenci Molnár Társaság, Bp., 1991
- A Lugánói Tanulmányi Napok tizenöt éve (dokumentum), Szenci Molnár Társaság, Budapest, 2003
- Elvarázsolt kert; Saáry Éva, Lugánó, 2003
- Éjbe szórt szavak (versek), Pannon Tükör, Zalaegerszeg, 2007
- Magyarok Dél-Svájcban (szociográfia), Antológia, Lakitelek, 2009
- Elvarázsolt kert. Életrajzi mozaik. Ötvenhattól Afrikán át a svájci hegyekig; Mundus, Bp., 2009 (Mundus – emlékiratok)
- Téli utazás (versek), Nemzetőr, München, 2010
- Olajtornyok az Egyenlítő alatt (afrikai emlékeimből), Hét Krajcár, Budapest, 2010
- Érdekes emberek (új válogatás, riportok Vadnay Zsuzsával), Antológia, Lakitelek, 2011

### Szerkesztések
- Kerényi Károly és a humanizmus (szerkesztés Szépfalusi Istvánnal), SMIKK, Zürich, 1978
- Magyar Mérleg I. (szerkesztés), SMIKK, Zürich, 1979
- Magyar Mérleg II. (szerkesztés), SMIKK, Zürich, 1980
- Magyar Mérleg III. (szerkesztés), SMIKK, Zürich, 1980
- 1956-A befejezetlen forradalom (szerk.), SMIKK, Zürich, 1982
- Gesta Hungarorum I. (szerk.), SMIKK, Zürich, 1984
- Gesta Hungarorum II. (szerk. Steinmann Judittal) SMIKK, Zürich, 1985
- Gesta Hungarorum III. (szerk.) SMIKK, Zürich, 1990
- Dénes Tibor: Holnap, holnapután, tegnapelőtt (szerk.), SMIKK, Zürich, 1984
- Kölley György:Értetek és miattatok (szerk.), Nemzetőr, München, 1986
- Erővonalak a két világháború közötti magyar szellemi életben (szerk.), SMIKK, Zürich, 1987
- Arcok és eszmék a nyugati magyar irodalomban (szerk.,), SMIKK, Zürich, 1989

## Kiállításai
A kiállítások listája

### Egyéni kiállítások
1965 • G. Elite, Lugano
1967 • G. Kirchgasse, Zürich • G. Elite, Lugano
1969 • Atelier, Lugano • Galerie Kirchgasse, Zürich
1970 • G. Santo Stefano, Velence • G. Gi3, Seregno (OL)
1971 • G. del Corso, Macerata (OL) • G. La Virgola, Fabiano (OL) • G. Amtsgericht, Bad Vilbel • Galerie Suisse-Majestic, Montreux (CH) • Haus der Begegnung, München
1975 • Centre Culturel, Giromagny (FR) • Mission Catholique Hongroise, Párizs
1977 • Galerie La Mandragore, Párizs
1979 • Rathausfletz, Neuburg-Donau
1980 • Université de Genève, Genf
1989 • G. Poltera, Lugano
1992 • Petőfi Irodalmi Múzeum, Budapest • Somogy Megyei Tüdő- és Szívkórház, Mosdós
1993 • Kaposfüredi Galéria, Kaposvár-Kaposfüred • Dombóvári Galéria, Dombóvár
1994 • Göcseji Múzeum-Magyar Olajipari Múzeum, Zalaegerszeg • Református Gyülekezet-Magyar Olajipari Múzeum, Balatonkenese
1995 • Jász Múzeum-Magyar Olajipari Múzeum MVSZ járási csoportja, Jászberény
1996 • Népfőiskolai Alapítvány, Lakitelek
1997 • Batthyány-kastély, Körmend
1998 • Várkastély, Egervár • Ex Municipio, Lugano-Castagnola (CH)
1999 • Féja Géza Közösségi Ház, Esztergom
2000 • Erkel Ferenc Olajipari Művelődési Ház, Nagykanizsa
2001 • Bartók Béla Művelődési Otthon, Gellénháza
2002 • Vigadó Galéria, Budapest
2004 • Magyar Földrajzi Múzeum, Érd
2011 • Bánffy Galéria, Lendva

### Válogatott csoportos kiállítások
1967 • Innovazione Arte, Lugano
1968 • King of Prussia, Philadelphia
1970 • Galerie Kirchgasse, Zürich • Palazzo Cetica, Lugano
1972 • Haus der Begegnung, München
1973 • Bertrand Russell House, Nottingham
1974 • Galerie International, Zürich-Örlikon
1976 • Salon des Indépendants, Párizs • Rathaus, Augsburg
1978 • G. Calypso, Lugano
1979 • STBA, Malpensata, Lugano • Galerie Maag, Löhningen (CH)
1981 • Artisti Ungheresi 1956-1981, Malpensata, Lugano • Ungarischen Künstler, Rathaus, München • Primexpo, Lugano
1982 • G. Calypso, Lugano • STBA, Malpensata, Lugano • V. Ausztráliai Magyar Találkozó, Magyar Központ, Sydney
1983-85 • XXIII-XXV. Magyar Találkozó, Cleveland
1992 • Mail Art, Kassák Lajos Múzeum, Budapest
1994 • III. Monstra Internacional de Arte Postal, Bauru (BRA) • Exposition Internationale Mail Art, Magyar Intézet, Párizs
1995 • I. Biennale Internationale Post-Mail-Art, Hajdúszoboszló • 2. Nemzetközi Mail-Art kiállítás, Somogy Megyei Művelődési Központ, Kaposvár
1997 • Hommage à Bartók, UNESCO, Párizs • 8. Monstra Internazionale de Arte Postale, Pergola (OL) • Közép-Kelet-Európai Képeslap 3. Nemzetközi Mail-Art kiállítás, Kaposvár
1998 • International Mail-Art Project, Comuna Baires Agorá Club, Milánó • Growing Old. International Mail-Art Project, Frankfurt am Main
1999 • Registered Literature. International Mail Art Exhibition, Miskolc
2000 • Közép-Kelet-Európai Képeslap. Mail Art Exhibition, Kaposvár

## Művek közgyűjteményekben
- Magyar Olaj- és Gázipari Múzeum, Zalaegerszeg
- Magyar Állami Földtani Intézet
- Magyar Földrajzi Múzeum, Érd
- Magyar Fotográfiai Múzeum, Kecskemét
- Petőfi Irodalmi Múzeum, Budapest
- Emigráns Gyűjtemény, Lakitelek
- Duna-melléki Református Egyházkerület Ráday Gyűjteményének Múzeuma, Kecskemét.

## Személyével, életével foglalkozó irodalom
- SÉDY M.: Életöröm és ragyogás, Nemzetőr (München), 1968/7.
- MERCURI, M.: A létezés örök értelme, Új Európa (München), 1971/5.
- Kocsis Gábor: A józanság varázsa. Nemzetőr, 1973. július-augusztus
- DÉNES T.: Nyitó szavak Saáry Éva tárlatán, Dies Academiens genevensis, Genf, 1981
- Csiky Ágnes Mária: Álmok és antiálmok, Katolikus Szemle, 1987/1.
- POMOGÁTS B.: Átható csend. Saáry Éva kiállítása Budapesten, Kanadai Magyarság (Toronto), 1992. július 4.
- Borbándi Gyula: Nyugati magyar irodalmi lexikon, Hitel, 1992.
- NAGY CS.: A magyar emigráns irodalom lexikona, Budapest, 2000.
- Kortárs Magyar Művészeti Lexikon, Enciklopédia Kiadó, Budapest, 2001.
- Sümegi György: Fényképek 1956. novemberéből, Fotoművészet 2003. 3-4. szám
- Artportál
- Litera irodalmi portál
- Kunstadressbuch, Prominent Hungarians home and abroad / edited by Márton Fekete. - 5th ed. - Budapest : HVG, 1991